# Oghamstein von Aghascrebagh
Der Oghamstein von Aghascrebagh (auch Aghnascribba) ist einer der wenigen Oghamsteine in Nordirland und der einzige im County Tyrone. Er steht nördlich von Carrickmore im gleichnamigen Townland (irisch Achadh Scriobach auch Aghnascribba) in der Nähe von Greencastle auf einer Weide sieben Kilometer nördlich von Creggan.

## Beschreibung
Es ist ein mittelhoher, oben flacher, ehemaliger Menhir mit einem Querschnitt von 45 × 50 cm. Er ist etwa 1,45 m hoch und leicht spitz zulaufend. Er ist sehr regelmäßig geformt und befindet sich in einem niedrigen Steinhügel, der wohl zu seinem Schutz (gegen das Weidevieh) mit einer Ansammlung von Feldsteinen umgeben wurde. Die unten am südöstlichen Rand ansetzende Inschrift ist als „Tu Te Tto Maqi Maglant“ (auch „DOTELLO MAQI MAGLANI“) interpretiert worden, aber nur etwa sechs Buchstaben können heute noch gelesen werden. Es handelt sich um zwei Namen, die mit dem Wort Maqi, was „Sohn“ (die Frühform des heutigen Mac) bedeutet, verknüpft sind. Der Stein wurde wahrscheinlich in der späten Eisenzeit errichtet. Oghamsteine sind in Nordirland selten, aber im Südwesten der Insel gibt es Hunderte.
Es wird angenommen, dass es sich bei dem wieder aufgerichteten Stein um einen „ogamisierten“ Menhir handelt, wie bei Breastagh und Bracklaghboy im County Mayo. Die Grab- oder Gedenkinschrift wurde etwa um 500 n. Chr. eingeschnitten.

## Der Menhir
Nordwestlich steht einige hundert Meter entfernt ein 2,4 m hoher, 1,3 m breiter und 0,5 m hoher Menhir (englisch Standing stone). Es ist einer der beeindruckendsten im County Tyrone.